# 빨간 하이힐
"빨간 하이힐"은 1986년에 개봉한 대한민국의 영화이다.

## 캐스팅
- 이경표 : 은옥 역
- 길용우 : 현준 역
- 정세혁 : 영신 역
- 최신영 : 김씨 역
- 강영아 : 정애 역
- 권혁진 : 사나이 역
- 김진 (우정출연)